# 성북구 갑 (1963년 선거구)
성북구 갑은 대한민국의 옛 국회의원 선거구였다. 당시 서울특별시 성북구의 일부 지역을 관할했다.

## 역사
제6대 국회의원 선거를 앞두고 성북구 선거구가 갑, 을로 분구되면서 신설되었다.
제9대 국회의원 선거를 앞두고 성북구 단일 선거구로 합쳐지면서 폐지되었다.

## 역대 국회의원
| 선거   | 정당 | 정당   | 의원   |
| ------ | ---- | ------ | ------ |
| 1963년 |      | 민정당 | 조윤형 |
| 1967년 |      | 신민당 | 조윤형 |
| 1971년 |      | 신민당 | 조윤형 |

## 역대 선거 결과

### 대한민국 제6대 국회의원 선거
|  | 54.07% |

|  | 22.53% |

|  | 9.67% |

|  | 4.31% |

|  | 3.84% |

|  | 1.91% |

|  | 1.83% |

|  | 1.80% |

### 대한민국 제7대 국회의원 선거
|  | 66.51% |

|  | 28.41% |

|  | 1.52% |

|  | 1.34% |

|  | 1.13% |

|  | 0.70% |

|  | 0.36% |

### 대한민국 제8대 국회의원 선거
|  | 66.47% |

|  | 32.06% |

|  | 1.13% |

|  | 0.32% |